# Ebba Jungmark
Ebba Anna Jungmark (Onsala, 10 marzo 1987) è un'altista svedese.

## Biografia
Medaglia di bronzo ai Campionati europei indoor di Parigi 2011 e d'argento ai mondiali indoor di Istanbul 2012.

## Palmarès
| Anno | Manifestazione    | Sede       | Evento        | Risultato | Misura | Note  |
| ---- | ----------------- | ---------- | ------------- | --------- | ------ | ----- |
| 2005 | Europei juniores  | Kaunas     | Salto in alto | 12ª       | 1,73 m |       |
| 2006 | Mondiali juniores | Pechino    | Salto in alto | 5ª        | 1,84 m |       |
| 2007 | Europei under 23  | Debrecen   | Salto in alto | Bronzo    | 1,89 m |       |
| 2007 | Mondiali          | Osaka      | Salto in alto | 23ª (q)   | 1,88 m |       |
| 2009 | Europei under 23  | Kaunas     | Salto in alto | 5ª        | 1,86 m |       |
| 2010 | Europei           | Barcellona | Salto in alto | 17ª (q)   | 1,90 m |       |
| 2011 | Europei indoor    | Parigi     | Salto in alto | Bronzo    | 1,96 m | [ 1 ] |
| 2011 | Mondiali          | Taegu      | Salto in alto | 16ª (q)   | 1,92 m |       |
| 2012 | Mondiali indoor   | Istanbul   | Salto in alto | Argento   | 1,95 m | [ 2 ] |
| 2012 | Europei           | Helsinki   | Salto in alto | 10ª       | 1,85 m |       |
| 2012 | Giochi olimpici   | Londra     | Salto in alto | 20ª (q)   | 1,85 m |       |
| 2013 | Europei indoor    | Göteborg   | Salto in alto | Argento   | 1,96 m |       |